# Joanna Grudzińska
Joanna Grudzińska, née le 17 mai 1791 à Poznań et morte le 17 novembre 1831 à Tsarskoïe Selo, est une aristocrate polonaise, princesse de Łowicz et la seconde épouse de Constantin Pavlovitch (1779-1831). Ce mariage morganatique valut à Constantin la perte de la couronne de Russie.

## Biographie

### Famille
Joanna Grudzińska était l'aînée des trois filles du comte Antoni Grudziński, le dernier propriétaire de Chodzież. 

### Mariage
Connue pour sa beauté, Joanna rencontre en 1815 Constantin Pavlovitch, le grand-duc de Russie et commandant de l'armée du Royaume de Pologne et, de fait, le véritable vice-roi de Pologne. 
Divorcé de sa première femme, la princesse allemande Julienne de Saxe-Cobourg-Saalfeld en 1801, Constantin épousa Joanna Grudzińska en secondes noces le 27 mai 1820. Pour s'unir avec Joanna, Constantin renonça à succéder à son frère Alexandre 1er et laissa le trône de la Russie à son frère Nicolas. Cet accord secret connu seulement d'un cercle très restreint à Saint-Pétersbourg (le métropolite Philarète, le prince Alexandre Golitsyne et le comte Araktcheïev) contribua à l'insurrection décembriste de 1825 qui suivit la mort brutale d'Alexandre.
Après leur mariage morganatique célébré le 8 juillet 1820 selon le rite catholique et orthodoxe, Alexandre gratifia Joanna du titre de Princesse de Łowicz. En 1828, une frégate de la Marine impériale russe fut baptisée Княгиня Лович (Princesse Łowicz) en son honneur. Elle servit ensuite dans la flotte méditerranéenne pendant la Guerre d'indépendance grecque et le conflit russo-turque de 1828-1829.
Même après l'insurrection polonaise de novembre 1830 qui opposa Constantin à ses sujets polonais, Joanna demeura loyale à son époux. Sa sœur Antonina Anna fut mariée au général Dezydery Chłapowski, vétéran des guerres napoléoniennes et l'une des figures de proue de l'insurrection. La troisième sœur, Józefa, épousa Wacław Gutakowski, un officier russe faisant partie de la suite du tsar.
Constantin mourut du choléra à Vitebsk en juin 1831, peu de temps avant que ne soit planifié leur départ pour Saint-Pétersbourg. Joanna fit porter sa dépouille à Saint-Pétersbourg où elle mourut la même année. Elle fut enterrée à Tsarskoïe Selo. En 1929, son corps fut exhumé et ré-enterré dans la tombe de sa sœur et du général Chłapowski à Rabin près de Leszno.